# Delias hippodamia
Delias hippodamia is een vlindersoort uit de familie van de Pieridae (witjes), onderfamilie Pierinae.
Delias hippodamia werd in 1867 beschreven door Wallace.